# Barnabé Delarze
Barnabé Delarze, född 30 juni 1994, är en schweizisk roddare.
Delarze tävlade för Schweiz vid olympiska sommarspelen 2016 i Rio de Janeiro, där han slutade på 7:e plats i scullerfyra. Övriga i roddarlaget var Nico Stahlberg, Augustin Maillefer och Roman Röösli. Vid olympiska sommarspelen 2020 i Tokyo slutade Delarze på femte plats tillsammans med Roman Röösli i dubbelsculler.